# Волга (футбольний клуб, Нижній Новгород)
«Волга» — російський футбольний клуб з Нижнього Новгорода. Заснований у 1963 році. Виступав у Прем'єр-лізі чемпіонату Росії. Домашні ігри проводив на стадіоні «Локомотив», який вміщує 17 856 глядачів. Розформований в 2016 році.

## Відомі футболісти
- Юрій Голов